# Crete Facula
La Crete Facula è una struttura geologica della superficie di Titano.